# Zygmunt Dziewguć
Zygmunt Dziewguć (ur. 24 kwietnia 1948 w Lipianach) – polski samorządowiec i menedżer, wieloletni radny sejmiku zachodniopomorskiego (1999–2024), w 2008 pełniący obowiązki jego przewodniczącego.

## Życiorys
Z wykształcenia ekonomista, kształcił się m.in. w Zachodniopomorskiej Szkole Biznesu w Szczecinie. W 1972 za sprawą żony przeprowadził się do Gryfic. Od 1976 pracował w PKS Gryfice, w tym przez wiele lat jako prezes zarządu (w latach 1979–1984 i ponownie od 1990). Za jego kadencji w 2000 spółkę sprywatyzowano.
Związał się z Polskim Stronnictwem Ludowym, jednak formalnie nie wstąpił do tej partii. W kadencji 1994–1998 zasiadał w radzie miejskiej Gryfic. Wieloletni radny sejmiku zachodniopomorskiego, wybierano go do tego gremium w 1998 (z listy Przymierza Społecznego), 2002, 2006 (po rezygnacji Kazimierza Ziemby wybranego na burmistrza Nowogardu), 2010, 2014 i 2018 (w 2024 nie kandydował ponownie). Pełnił funkcję wiceprzewodniczącego sejmiku (1999–2010, od 2017 do 2024 roku). Od 17 listopada do 2 grudnia 2008 tymczasowo kierował jego pracami po odwołaniu Michała Łuczaka. Kandydował bez powodzenia do Sejmu w 2007, 2011 (jako lider okręgowej listy) i 2015.
Jest żonaty, ma dwoje dzieci.

## Odznaczenia
Odznaczony m.in. Złotym Krzyżem Zasługi (1994), Krzyżem Kawalerskim Orderu Odrodzenia Polski (2002), Srebrnym medalem „Za zasługi dla obronności kraju” (2014) oraz Srebrnym Medalem „Za zasługi dla pożarnictwa” (2014). W 2019 wyróżniony tytułem honorowego obywatela Lipian.